# Alton (Nuevo Hampshire)
Alton es un pueblo ubicado en el condado de Belknap en el estado estadounidense de Nuevo Hampshire. En el Censo de 2010 tenía una población de 5.250 habitantes y una densidad poblacional de 24,66 personas por km².

## Geografía
Alton se encuentra ubicado en las coordenadas 43°29′31″N 71°14′35″O / 43.49194, -71.24306. Según la Oficina del Censo de los Estados Unidos, Alton tiene una superficie total de 212.9 km², de la cual 162.9 km² corresponden a tierra firme y (23.49%) 50 km² es agua.

## Demografía
Según el censo de 2010, había 5.250 personas residiendo en Alton. La densidad de población era de 24,66 hab./km². De los 5.250 habitantes, Alton estaba compuesto por el 98.38% blancos, el 0.08% eran afroamericanos, el 0.13% eran amerindios, el 0.29% eran asiáticos, el 0.04% eran isleños del Pacífico, el 0.17% eran de otras razas y el 0.91% pertenecían a dos o más razas. Del total de la población el 1.12% eran hispanos o latinos de cualquier raza.